# Chevaux sortant de la mer
Chevaux sortant de la mer est un tableau orientaliste à l'huile sur toile du peintre français Eugène Delacroix, signé et daté de 1860, et conservé à la Phillips Collection à Washington. Assez atypique parmi les œuvres de Delacroix, il représente deux chevaux sortant de l'eau, l'un d'eux monté par un cavalier marocain, près de la ville de Tanger.

## Réalisation
Eugène Delacroix a longuement témoigné de sa fascination pour le spectacle équestre dans ses correspondances, et réserve une large part de son œuvre aux chevaux et cavaliers arabes.  Chevaux sortant de la mer est un tableau tardif, réalisé quelques années avant sa mort, en même temps que Chevaux arabes se battant dans une écurie. Par rapport à celui des chevaux se battant, ce tableau peut être considéré comme un « contrepoint apaisé ». Les deux œuvres sont réalisés pour le même marchand, Estienne. Ce tableau est surprenant par comparaison au style habituel du peintre. Il s'agit d'une des toutes dernières réminiscences marocaines parmi les œuvres de Delacroix.

## Description

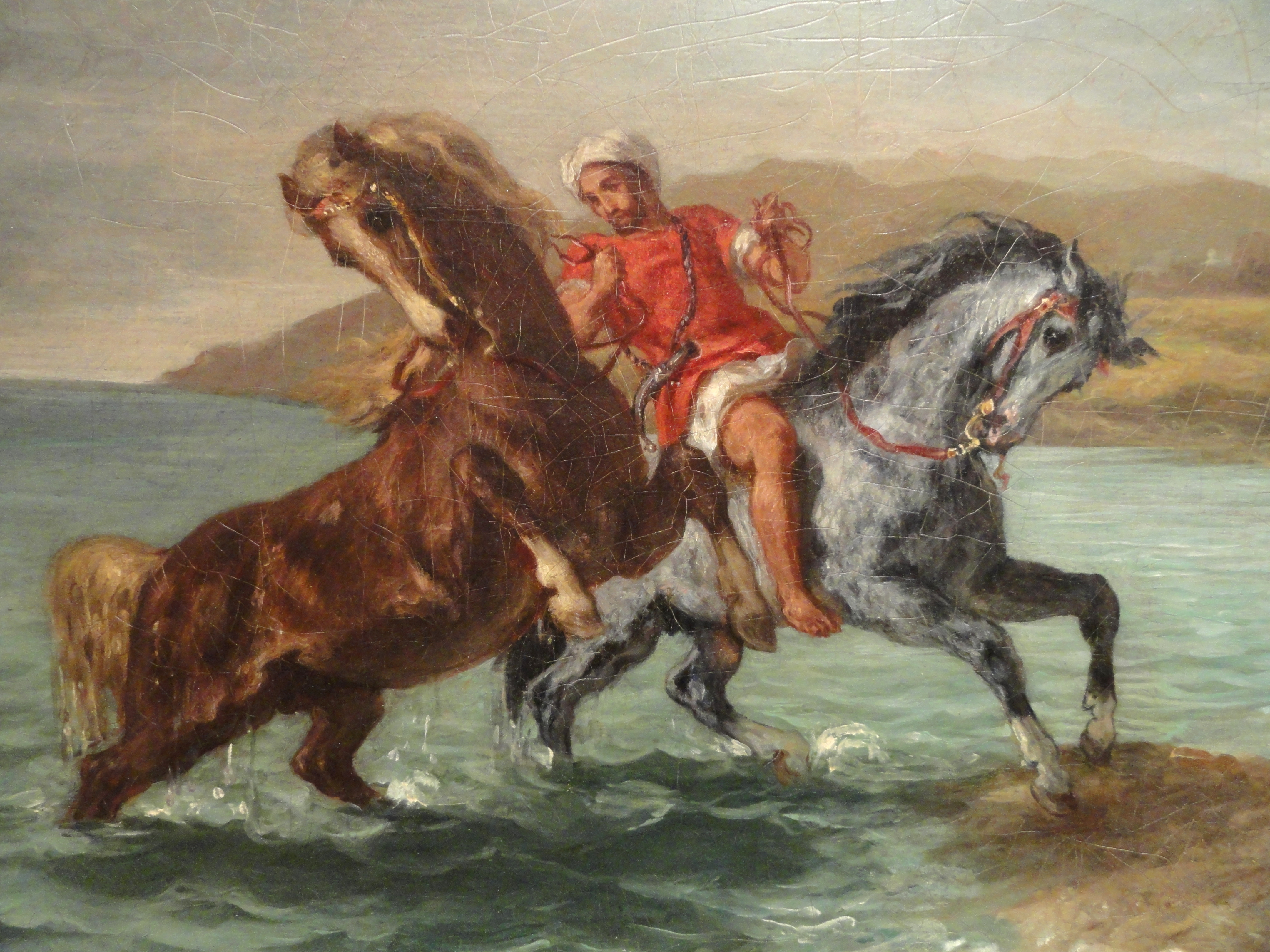
Détail du tableau

Le tableau représente deux chevaux sortant de la mer, un alezan et un gris monté par un cavalier.
La ville de Tanger est visible à l'arrière-plan.
Lee Johnson décrit cette peinture comme « peut-être la plus vivifiante et la plus lyrique des dernières évocations poétiques de Delacroix inspirées par ses expériences en Afrique du Nord ».

## Postérité

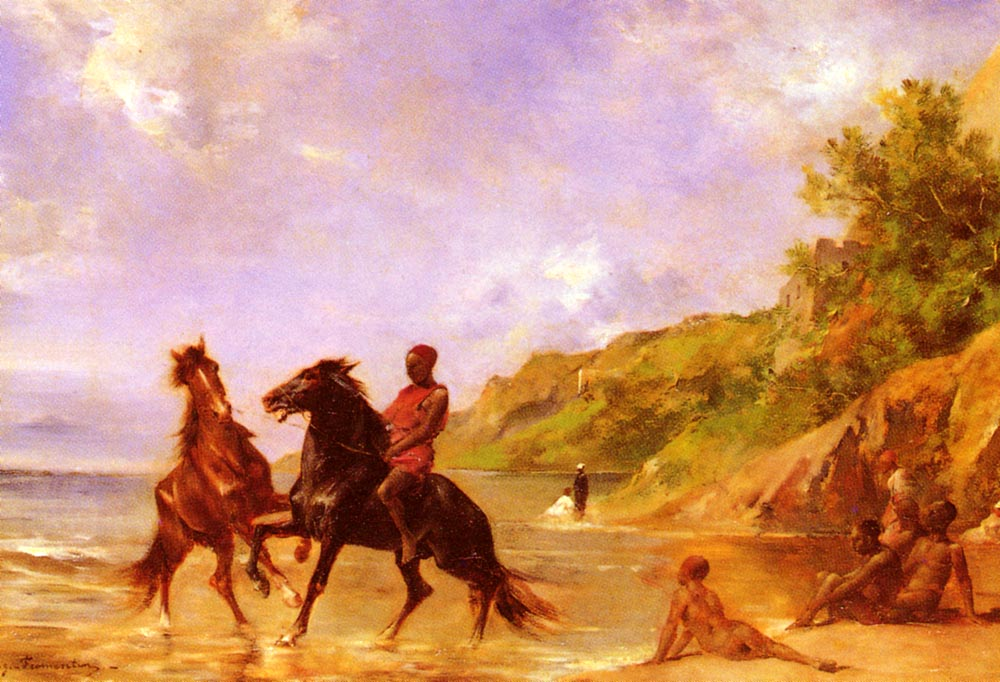
Sur le Nil, peinture d'Eugène Fromentin.

Chevaux sortant de la mer a peut-être inspiré le tableau Sur le Nil d'Eugène Fromentin, dans la mesure où ils présentent de nombreux points communs, notamment le cavalier guidant deux montures à la fois, et la proximité d'une étendue d'eau pouvant être la Méditerranée ou le Nil.